# کوبیلیاک
کوبیلیاک (به بلغاری: Kobilyak) یک منطقهٔ مسکونی در بلغارستان است که در شهرستان بویچینوفتسی واقع شده‌است.